# Вярьмово
Вярьмово — деревня в Красногородском районе Псковской области России. Входит в состав Пограничной волости.

## Общие сведения
Расположена в 10 км от Красногородска по дороге Красногородск-Покровское. От границы с Латвией 20 км. Население деревни Вярьмово по состоянию на 2014 год 4 составляет человека.

## История
До 3 июня 2010 года д. Вярьмово входила в упраздненную Покровскую волость (с центром в д. Покровское).